# Provincia de Trapani
La provincia de Trápani (provincia di Trapani en italiano) fue una provincia de la región del extremo occidental de Sicilia, en Italia. Dejó de existir en 2015 y fue reemplazada por el Libre consorcio municipal de Trapani. Limitaba al este con la provincia de Palermo, al sudeste con la de Agrigento, al oeste y sur linda con el canal de Sicilia y al norte con el mar Tirreno.
Tenía un área de 2460 km², y una población total de 436 459 habitantes.
Contaba con 24 municipios en la provincia. Algunas de sus principales ciudades eran Trapani, capital provincial, Segesta, Gibellina, Erice, Castelvetrano, Alcamo, Marsala, Mazara del Vallo, Castellammare del Golfo y Mozia. Las cercanas islas de Pantelaria y Egadas dependen administrativamente de la provincia.
Es considerada «una de las más concurridas y atractivas metas turística de Sicilia» por sus costas, que alternan empinados acantilados con largas playas, sus restos arqueológicos (el área arqueológica de Segesta, las colonias de Selinunte y Erice, etc), y sus pequeños pueblos. Algunos sitios apreciados por su valor natural son el Golfo di Castellamare, Scopello y San Vito Lo Capo.
Cuenta con numerosas áreas protegidas, entre ellas la Reserva Natural dello Zíngaro, que se extiende a lo largo de la costa y preserva arrecifes, pequeñas calas y acantilados cubiertos por una espesa vegetación mediterránea, y la Reserva Natural Salina de Trápani y Paceco.
Algunas festividades de la provincia son la Procesión de los Misterios del Viernes Santo (Trapani), la fiesta del Crucifijo (Calatafimi, mayo), la de San Alberto (Trápani, 7 de agosto), la semana gastronómica (San Vito Lo Capo, agosto), la Feria de los Vinos del Mediterráneo (Marsala, mayo y septiembre), la "matanza" (tradicional pesca del atún, Favignana, mayo y junio).
La provincia es tradicionalmente conocida por su producción vitivinícola, destacándose el vino de Marsala, el vino blanco de Alcamo y el Moscato de Pantelleria.